# Tévenon
Tévenon (toponimo francese) è un comune svizzero di 790 abitanti del Canton Vaud, nel distretto del Jura-Nord vaudois.

## Storia
Il comune di Tévenon è stato istituito nel 2011 con la fusione dei comuni soppressi di Fontanezier, Romairon, Vaugondry e Villars-Burquin; capoluogo comunale è Villars-Burquin.